# Serie 303 de Renfe
La serie 303 de RENFE es un conjunto de locomotoras diésel-eléctricas de maniobras (350 CV) fabricadas entre 1953 y 1966 por Babcock & Wilcox y La Maquinista Terrestre y Marítima (MTM). Apartadas del servicio, antiguamente estaban matriculadas como serie 10300.
Para comenzar la sustitución de la tracción vapor en maniobras, a principios de los años cincuenta se encargaron 20 locomotoras de este tipo. Fueron fabricadas por Babcock & Wilcox y MTM entre 1953 y 1955. Su buen resultado hizo que se encargase una segunda tanda de 182 nuevas locomotoras, que fueron construidas entre 1960 y 1966 por los mismos fabricantes. Fue una de las series más numerosas de RENFE y estuvo muy repartida.
Portaban un motor diésel Sulzer de 350 CV y transmisión eléctrica BBC (alternador y 2 motores eléctricos). Su velocidad máxima era de 45 km/h y tenían una potencia nominal de 272 CV.